# Line Barfod
Line Barfod (født 24. maj 1964 i København) er politiker for Enhedslisten og er valgt som Teknik- og miljøborgmester i Københavns Kommune. Line Barfod har tidligere arbejdet som advokat, er forhenværende folketingsmedlem og forhenværende Hovedbestyrelses- og forretningsudvalgsmedlem for Enhedslisten.

## Civil biografi
Line Barfod er datter af Werner Brandstrup Andreasen og Åse Barfod og student fra Rysensteen Gymnasium 1980-83. Hun gik på Tidens Højskole 1983-84, inden hun startede på Københavns Universitet, hvorfra hun blev cand.jur. i 1992.
Hun var rådgiver i Studenterrådets studiegældsrådgivning i 1991 og som færdiguddannet blev hun advokatfuldmægtig hos advokat Jørgen Lokdam i 1992, advokatfuldmægtig hos advokat Knud Foldschack 1993-95 og advokat hos Advokaterne Ulla Paabøl & Knud Foldschack fra 1995. Sideløbende har hun været manuduktør i strafferet ved Københavns Universitet i perioden 1992-2000.
Hun har haft et samarbejde med Dansk Magisterforening, Djøf, GL m.fl. om at rådgive deres medlemmer om studiegæld. Desuden har hun været advokat for diverse alternative og økologiske foreninger, fonde, virksomheder, mv. samtidig med, at hun har haft almindeligt advokatarbejde såsom ejendomshandler, testamenter mv.

## Politisk karriere
Line Barfod var formand for Fælles Kurs Ungdom 1984-85 og faglig sekretær for Kommunistiske Studenter 1987-89.
Hun har været opstillet som kandidat for Enhedslisten i Frederiksborg Amtskreds 1996-98, i Århus Vestkredsen 1998-99 og i Nørrebrokredsen fra 1999.
Hun sad første gang i Folketinget på midlertidig basis for Århus Amtskreds 8. oktober – 30. november 1998. Hun blev indvalgt som fast medlem af Folketinget for Østre Storkreds ved folketingsvalget 2001.
Hun har desuden været medlem af Enhedslistens hovedbestyrelse 1998-2002, 2003-2005 samt 2018-2020.
Ved kommunalvalget i 2021 var Line Barfod spidskandidat for Enhedslisten i København. Barfod fik det højeste personlige stemmetal ved valget med i alt 17.284 personlige stemmer. Ved konstitueringsforhandlinger blev Barfod Teknik og Miljøborgmester.

## Øvrige tillidsposter
Line Barfod er eller har været:
- medlem af præsidium og økonomiudvalg for Studenterrådet, Københavns Universitet, 1989-90
- medlem af bestyrelsen for DIS-Fonden 1990-92
- formand for Studenterbogladens Fond, 1991-97
- formand for Foreningen Kulturbyens Venner 1994-98
- medlem af repræsentantskabet for Boligfonden for enlige mødre og fædre fra 1997
- medlem af redaktionskomiteen for Advokatsamfundets retspolitiske tidsskrift Lov & Ret 1997 -2005
- medlem af repræsentantskabet for pengeinstituttet Fælleskassen 2000 – 2006